# Good Cider
Good Cider è un cortometraggio muto del 1914 sceneggiato e diretto da John A. Murphy.

## Produzione
Il film fu prodotto dalla Lubin Manufacturing Company.

## Distribuzione
Distribuito dalla General Film Company, il film - un cortometraggio della lunghezza di 180 metri - uscì nelle sale cinematografiche USA il 16 giugno 1914 con il sistema dello split reel, abbinato nelle proiezioni a un altro cortometraggio.